# مرضیه حدیدچی
مرضیه حدیدچی (۲۱ خرداد ۱۳۱۸ – ۲۷ آبان ۱۳۹۵) که با نام طاهره دباغ نیز شناخته می‌شود، چریک مسلح ایرانی بود. او در زمان حکومت پهلوی زندانی ساواک و در دوران تبعید سید روح‌الله خمینی در پاریس محافظ شخصی خانواده او و پس از پیروزی انقلاب ۱۳۵۷، از بنیان‌گذاران سپاه پاسداران و سپس نمایندهٔ مجلس شورای اسلامی شد. از وی به عنوان نخستین و تنها فرمانده زن سپاه پاسداران یاد شده است.

## زندگی

### قبل از انقلاب
طاهره دباغ که به او لقب مادربزرگ انقلاب را داده‌اند از شاگردان سید محمدرضا سعیدی بود و با جامعه روحانیت مبارز همکاری داشت. در سال ۱۳۵۳ و پس از دوبار بازداشت توسط ساواک با کمک محمد منتظری و با پاسپورت جعلی از کشور خارج شد. وی و دخترش رضوانه میرزا دباغ، در خاطراتشان از زندان به شکنجه‌های شدید توسط ساواک اشاره کرده‌اند. دباغ در خاطرات خود از شکنجه‌های ساواک می‌گوید:
شکنجه‌ها با سیلی و توهین و به تدریج با شلاق و فحاشی جان فرسا شروع شد. چند بار دست و پایم را به صندلی بستند و مهار کردند و کلاهی آهنی یا مسی بر سرم گذاشته و بعد جریان الکتریسیته با ولتاژهای متفاوت به بدنم وارد می‌کردند که موجب رعشه و تکان‌های به پیکرم می‌شد. شلاق و باتوم، کار متداول و معمول بود که گاهی به شکل عادی و گاهی حرفه‌ای صورت می‌گرفت. در مواقع حرفه‌ای آنقدر شلاق بر کف پاهایم می‌زدند که از هوش رفتم. بعد با پاشیدن آب هوشیارم کرده مجبور می‌کردند تا راه بروم که پاهایم ورم نکند. دردی که بر وجودم در اثر این کار مستولی می‌شد طاقت فرسا و جانکاه بود.
وی دارای یک پسر و هفت دختر بود.
پس از دستگیری توسط ساواک و پس از مدت کوتاهی که از زندانی بودن او گذشت، سازمان ساواک او را از زندان آزاد کرد. اما دباغ پس از جراحی و درمان بیماری‌اش به خارج از کشور فرار کرد. دباغ ابتدا به لندن رفت و به‌مدت شش ماه در یک هتل، به عنوان نظافتچی در قبال پول و مقداری غذا و جایی برای خواب مشغول به کار شد. او در فرانسه و انگلیس در اعتصاب غذاهایی برای آزادی زندانیان سیاسی ایرانی شرکت کرد. در عربستان سعودی به توزیع اعلامیه‌های خمینی در میان زائران می‌پرداخت اما بیشتر فعالیت‌های او در خارج از کشور مربوط به آموزش مبارزات چریکی در سوریه و لبنان زیر نظر محمد منتظری و با حمایت موسی صدر می‌شد. او در برپایی یک اردوگاه نظامی در سوریه برای آموزش چریک‌های ضد شاه ایرانی مشارکت داشت و توانست نسل جوانی از ایرانیان مبارز را با تاکتیک‌های شبه‌نظامی آشنا کند. در خارج وی را با نام‌های خواهر دباغ، خواهر زینت احمدی نیلی و خواهر طاهره می‌شناختند.
وی نخستین و تنها محافظ زن سید روح‌الله خمینی است که در زمان اقامت خمینی در پاریس با توجه به آموزش‌هایی که دیده بود، محافظ شخصی او شد و نیز وظایف اندرونی بیت او از جمله خرید، شتسشو و امور منزل را نیز برعهده داشت.

### پس از انقلاب
پس از پیروزی انقلاب مناصبی چون فرماندهی سپاه همدان، و رئیس زندان‌های زنان تهران را بر عهده داشت. سیدروح‌الله خمینی وی را با نام خواهر طاهره خطاب می‌کرد. وی اولین فرمانده سپاه غرب کشور در بعد از انقلاب بود. همچنین از وی به عنوان نخستین و تنها فرمانده زن سپاه پاسداران یاد می‌شود. او در نابودی سازمان‌های رقیب جمهوری اسلامی از کومله و حزب دموکرات کردستان گرفته تا شبکه‌های مخفی فدائیان و مجاهدین نقش فعالی را ایفا کرد. دباغ به همراه جوادی آملی و محمد جواد لاریجانی یکی از سه نماینده‌ای بود که در سال ۶۷ پیام روح‌الله خمینی را به گورباچف رساند. وی در خصوص این سفر چنین نقل می‌کند:
وقتی به شوروی رسیدیم، تعدادی به استقبال آمدند. مسئول تشریفات خود آقای گورباچف به استقبال ما آمده بود. احساس کردم این بنده خدا وقتی چشمش به چادر من و عبای آیت‌الله جوادی آملی افتاد، قدری هول شده بود و نمی‌دانست که چه خبر است؟ در دنیا مرسوم است وقتی هیأتی وارد کشوری می‌شود، گلی که برای استقبال آورده می‌شود، به رئیس هیئت می‌دهند؛ این مسئول تشریفات دسته گل را به من داد و من احساس می‌کردم که تنش می‌لرزید و نمی‌فهمید چه کار می‌کند بنابراین دسته گل را محضر آیت‌الله جوادی آملی دادم.
وی سه دوره نماینده مردم تهران و همدان در مجلس شورای اسلامی، مسئول بسیج خواهران کل کشور و استاد مدرسه عالی شهید مطهری بوده است و در اواخر عمر از اعضای شورای مرکزی جمعیت زنان انقلاب اسلامی و مدرس واحد معارف اسلامی دانشگاه علم و صنعت و قائم مقام دبیرکل جمعیت زنان جمهوری اسلامی بود.
او ۲۱ مهر سال ۸۳ از سید محمد خاتمی نشان ایثار دریافت کرد.
هنگامی که در مجلس ششم، برای اولین بار دو نماینده زن، الهه کولایی و طاهره رضازاده، اعلام کردند که می‌خواهند با مانتو وارد مجلس شوند، مرضیه حدیدچی دباغ آن‌ها را تهدید کرد «اگر نماینده‌ای بدون چادر وارد مجلس شود، کتک می‌خورد.»

## مسافرکشی
دباغ از مسافرکشی خود در سال‌های گذشته برای حل مشکلات اقتصادی چند خانواده گفته است. او در دیدار معاون زنان و خانواده ریاست جمهوری، با اعلام این مسئله اضافه کرد:
«در دوره دوم نمایندگی مجلس برای حل مشکلات اقتصادی چند خانواده، هر ماه مبلغی به آن‌ها کمک می‌کردم. وقتی دوره نمایندگی ام به پایان رسید، دیگر پولی نداشتم به آن‌ها کمک کنم. شب‌ها وقتی که بچه‌ها و همسرم می‌خوابیدند، با ماشین به فرودگاه یا میدان آزادی می‌رفتم و مسافرکشی می‌کردم. البته فقط افرادی که با خانواده بودند را سوار ماشین می‌کردم…»

## درگذشت

در میان قبرهای صحن روح‌الله خمینی

مرضیه دباغ صبح روز ۲۷ آبان ۱۳۹۵ پس از گذراندن دوره‌ای بیماری در سن ۷۷ سالگی در بیمارستان خاتم‌الانبیاء تهران درگذشت. و در روز جمعه ۲۸ آبان ۱۳۹۵ در صحن آرامگاه خمینی به خاک سپرده شد.

## کتاب خاطرات
خاطرات مرضیه حدیدچی را محسن کاظمی گردآوری کرده و انتشارات سوره مهر در اسفند ۱۳۹۰ آن را در ۳۴۲ صفحه به چاپ رسانده است.

### شکنجه با دستگاه آپولو
وی یکی از زندانیان سیاسی است که سابقه شکنجه با دستگاه آپولو را داشته است و در این باره در مصاحبه ای پیرامون خاطراتش می‌گوید:
یکی دیگر از وحشیانه‌ترین شکنجه‌های تخصصی ساواک شاه، «آپولو» بود. تعریف آن را قبلاً شنیده بودم. مرا روی یک صندلی فلزی نشاندند. کلاهی آهنی که سیم‌هایی به آن وصل بود، روی سرم بستند. دستها و پاهایم را به صندلی بستند. به یکباره جرباین برقی - که چندان قوی نبود که آدم را بکشد ولی سیستم عصبی را به هم می‌ریخت - وصل شد. بدنم کاملاً به لرزه افتاد و اعصابم داغان شد. اصلاً نمی‌توانم حالت آن لحظه خودم را بیان کنم. هر عمل زشتی که از دستشان برمی‌آمد انجام می‌دادند و مدام اهانت می‌کردند.